# المنيع (مسلسل تلفزيوني)
المنيع (بالإنجليزية: Invincible)‏ هو مسلسل رسوم متحركة لبطل خارق دراما، مبني على كوميك يحمل نفس الاسم من تأليف روبرت كيركمان. عرضه لأول مرة على أمازون برايم فيديو في 25 مارس 2021.
تدور الأحداث استنادا إلى قصة مصورة للمراهق مارك غرايسون وبداية مسيرته كبطل خارق تحت رعاية والده أومني مان أقوى بطل خارق على الكوكب. تبدأ قدرات مارك في الظهور بعد عيد ميلاده السابع عشر في أبريل.
جددت أمازون المسلسل لموسمين ثاني وثالث.